# Delia penicillosa
Delia penicillosa är en tvåvingeart som beskrevs av Willi Hennig 1974. Delia penicillosa ingår i släktet Delia och familjen blomsterflugor. Arten är reproducerande i Sverige. Inga underarter finns listade i Catalogue of Life.